# Alain Bernard
Alain André Louis Bernard (ur. 1 maja 1983 w Aubagne) – francuski pływak specjalizujący się w stylu dowolnym, mistrz olimpijski, mistrz świata na krótkim basenie, mistrz Europy na długim i krótkim basenie.
Do największych osiągnięć w karierze Bernarda zalicza się zdobycie dwóch złotych medali igrzysk olimpijskich. W 2008 roku w Pekinie wygrał wyścig na 100 m stylem dowolnym, a cztery lata później w Londynie był w składzie sztafety, która zwyciężyła na dystansie 4 × 100 m stylem dowolnym. Ponadto w Pekinie Francuz zdobył srebrny medal w sztafecie 4 × 100 m stylem dowolnym oraz brązowy w konkurencji 50 m stylem dowolnym.
Na mistrzostwach świata na długim basenie Bernard wywalczył pięć medali: dwa srebrne i trzy brązowe. Na mistrzostwach świata na basenie krótkim w 2010 roku w Dubaju zajął pierwsze miejsce w sztafecie 4 × 100 m stylem dowolnym.
Bernard jest również wielokrotnym medalistą mistrzostw Europy, zarówno na długim, jak i na krótkim basenie. Na długim basenie ma w swoim dorobku m.in. cztery złote medale, z kolei trzy na krótkim basenie.
W przeciągu swojej kariery ustanawiał rekordy świata. 23 kwietnia 2009 roku podczas mistrzostw Francji pobił rekord świata na dystansie 100 m stylem dowolnym, jednak rezultat nie mógł zostać uznany ze względu na niewłaściwy kombinezon. 22 czerwca 2009 roku Światowa Federacja Pływacka (FINA) oficjalnie unieważniła rekord.
Obecnie jest związany z francuską pływaczką Coralie Balmy.

## Rekordy świata
| Data             | Miejsce     | Basen      | Konkurencja           | Rezultat | Status              |
| ---------------- | ----------- | ---------- | --------------------- | -------- | ------------------- |
| 21 marca 2008    | Eindhoven   | 50-metrowy | 100 m stylem dowolnym | 47,60 s  | do 22 marca 2008    |
| 22 marca 2008    | Eindhoven   | 50-metrowy | 100 m stylem dowolnym | 47,50 s  | do 11 sierpnia 2008 |
| 23 marca 2008    | Eindhoven   | 50-metrowy | 50 m stylem dowolnym  | 21,50 s  | do 27 marca 2008    |
| 13 sierpnia 2008 | Pekin       | 50-metrowy | 100 m stylem dowolnym | 47,20 s  | do 13 sierpnia 2008 |
| 23 kwietnia 2009 | Montpellier | 50-metrowy | 100 m stylem dowolnym | 46,94 s  | unieważniony        |

## Odznaczenia
- Kawaler Legii Honorowej[1]
- Oficer Orderu Narodowego Zasługi[2]